# Charles F. Nadler
Charles Fenger Nadler (* 8. November 1929 in Chicago, Illinois; † 10. Januar 2024 ebenda) war ein US-amerikanischer Mediziner und Mammaloge, der sich vornehmlich mit Nagetieren befasste.

## Leben
Nadler war der Sohn von Walter Herman Nadler und Augusta Fenger. Er verbrachte seine ersten Lebensjahre in Winnetka, Illinois. Ab seinem sechsten Lebensjahr unternahm er während eines Teils der Sommer Exkursionen in den Northwoods von Wisconsin, wo seine Leidenschaft für die Natur, die Medizin und die Forschung gefördert wurde. 1947 schloss er die New Trier High School, 1951 das Dartmouth College und 1955 die Northwestern Medical School ab. Im Juni 1953 heiratete er Nancy Butler Waller. Aus dieser Ehe gingen zwei Söhne und eine Tochter hervor. Das Paar zog anschließend nach St. Louis, Missouri, wo Nadler von 1955 bis 1957 als Assistenzarzt am Barnes Hospital arbeitete. Bald darauf wechselten die Nadlers ihren Wohnort nach Bethesda, Maryland, wo sie von 1957 bis 1959 als leitende Assistenzärzte der Chirurgie am National Cancer Institute des US-Gesundheitsdienstes tätig waren.
Von 1959 bis 1960 kehrten sie an das Barnes Hospital in St. Louis zurück, wo Nadler als Assistenzarzt in der Medizin tätig war. Anschließend war er von 1960 bis 1961 Stipendiat in Hämatologie an der University of Colorado School of Medicine in Denver.
1961 ließ sich Nadler mit seiner Familie erneut in Chicago nieder, wo er in der Inneren Medizin an der Northwestern Medical School arbeitete. 1971 wurde er zum außerordentlichen Professor ernannt und 2015 wurde er pensioniert.
Von 1961 bis 1985 führte er auch zytogenetische und biochemische Forschungen zur Evolution arktischer und subarktischer Nagetiere von Sibirien bis zur Hudson Bay in Kanada durch. Von 1965 bis 1985 war er wissenschaftlicher Mitarbeiter der Säugetierabteilung des Field Museum of Natural History. 1968 beschrieb er die Unterart Urocitellus townsendii nancyae des Townsend-Ziesels, die er nach seiner Frau benannte. Von 1973 bis 1987 war er wissenschaftlicher Mitarbeiter in der Säugetierabteilung des University of Kansas Natural History Museum. 1977 war er Co-Leiter des Environmental Agreement Projects zwischen den Vereinigten Staaten und der Sowjetunion und arbeitete mit sowjetischen Wissenschaftlern zusammen, um in Sibirien Probenmaterial zusammenzutragen  und Laborarbeiten durchzuführen. Er besuchte die UdSSR sechs Mal und reiste auch nach Alaska und Nordkanada, um Proben zu sammeln. Im Verlauf von 25 Jahren veröffentlichte er etwa 100 Fachartikel über seine Arbeit.
Nadler war Mitglied des American College of Physicians, der American Society of Mammalogists, American Federation for Medical Research, der Society for Experimental Biology and Medicine, Society of Systematic Biologists und der Central Society for Clinical Research. Zudem war er Treuhänder der Latin School of Chicago und Mitglied des Keller Science Action Committee des Field Museum.